# Cook County (Minnesota)
Cook County is een county in de Amerikaanse staat Minnesota.
De county heeft een landoppervlakte van 3.757 km² en telt 5.168 inwoners (volkstelling 2000). De hoofdplaats is Grand Marais.

## Bevolkingsontwikkeling

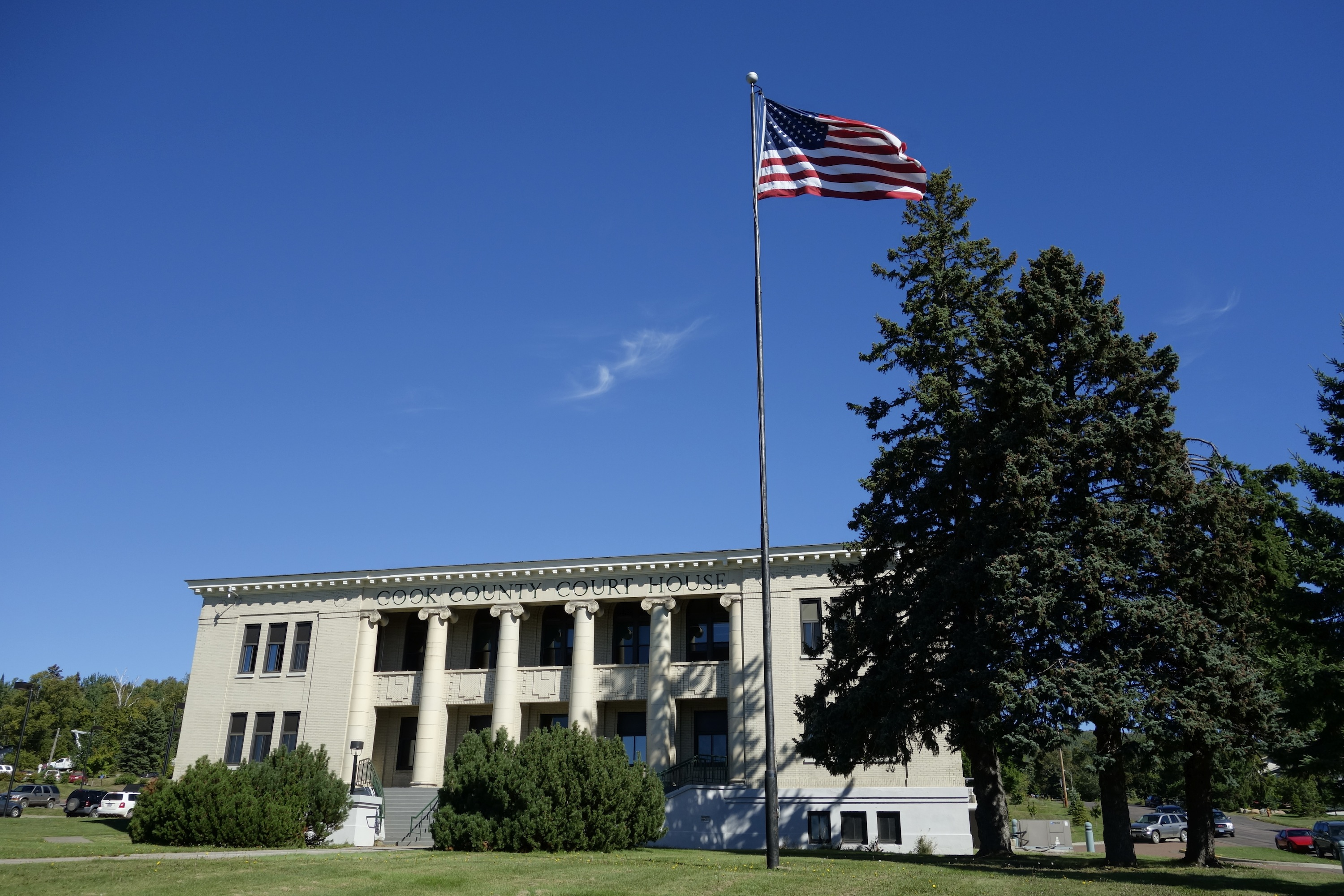
Cook County Courthouse